# Хасе
Хасе су насељено мјесто у граду Бијељина, Република Српска, БиХ. Према попису становништва из 1991. у насељу је живјело 341 становника.

## Становништво
| Националност       | 1991.        |
| Срби               | 333 (97,65%) |
| Хрвати             | 3 (0,87%)    |
| Југословени        | 4 (1,17%)    |
| остали и непознато | 1 (0,29%)    |
| Укупно             | 341          |

| Демографија | Демографија | Демографија |
| Година      | Становника  | Становника  |
| ----------- | ----------- | ----------- |
| 1948.       | 246         |             |
| 1953.       | 242         |             |
| 1961.       | 304         |             |
| 1971.       | 387         |             |
| 1981.       | 346         |             |
| 1991.       | 341         |             |